# Пять похищенных монахов
«Пять похи́щенных мона́хов» — повесть советского писателя Юрия Коваля, опубликованная в 1976 году. Юмористический детектив с фантастическими эпизодами, рассказывающий о том, как с одной из московских голубятен у братьев-школьников украли пять голубей-монахов и как милиционеры города Карманова помогли ребятам разыскать их.
Вторая по времени написания (однако по внутренней хронологии действия, возможно, третья) часть детективной трилогии, начатой повестью «Приключения Васи Куролесова» (ещё одна часть, «Промах гражданина Лошакова», была опубликована с большим перерывом в 1989 году).
Повесть переведена на несколько европейских языков. После издания в ФРГ она была занесена в Бест-лист Библиотеки ЮНЕСКО.

## История создания
Повесть была написана сразу после повести «Недопёсок», к которой у цензоров были серьёзные претензии. Однако из-за того, что после выхода «Недопёска» издательству, по словам Коваля, «дали по башке», его следующую книгу решили запретить:

Просто сняли из плана готовую книгу, отыллюстрированную…
Вычеркнули из плана издательства. К сожалению, это делал Николай Васильевич Свиридов. Он был тогда председатель Госкомитета по печати при Совете Министров РСФСР. А детскую литературу курировала Тамара… Алексеевна, по-моему, Куценко. И именно она это сделала. То есть позвонила и приказала: Коваля из плана… — что у него там, «Пять похищенных монахов» стоит? — вычеркнуть. И не только Коваля, но еще Успенского. У него стояли «Гарантийные человечки».

Эдуард Успенский уговорил Коваля и другого вычеркнутого из издательского плана автора Григория Остера написать письмо в ЦК КПСС. В результате состоялось заседание Госкомитета по печати с писателями и представителями издательства «Детская литература», на котором писателям удалось отстоять свои права.
Целиком повесть была напечатана в журнале «Костёр» в 1976 году и на следующий год вышла отдельной книгой вместе с первой частью трилогии — «Приключения Васи Куролесова». Журнальная публикация отличается от окончательного варианта. В журнальной Кренделя зовут Длинный, а главарь Моня и наводчик Кожаный — разные люди. В окончательном варианте это один герой — главарь Моня Кожаный.

## Сюжет
Действие происходит в Москве (в районе Крестьянской Заставы и Таганки), а также в городе Карманове на протяжении трёх дней — пятницы, субботы и воскресенья. Рассказ ведётся от лица Юрки, мальчика из дома № 7 по Зонточному переулку.
Однажды у Кренделя, старшего брата Юрки, из голубятни на крыше дома № 7 украли пять голубей-монахов. Единственной уликой, обнаруженной на месте, была пуговица от железнодорожной формы. Крендель с Юркой пустились на поиски голубей, в результате чего оказались в городе Карманове и познакомились с Васей Куролесовым и капитаном Болдыревым, которые в это время охотились за шайкой воров-«монахов» во главе с Моней Кожаным…

## Персонажи

### Главные герои
- Юрка — мальчик с довольно длинными волосами, от лица которого и ведётся повествование. Живёт в Москве, в доме № 7 по Зонточному переулку. Из-за скромности чаще всего ничего не говорит, кроме фразы «Ещё бы!». Очень наблюдательный, обращает внимание на детали. На вид довольно послушный, но на самом деле слушается только своего старшего брата Кренделя. Хочет, чтобы папа привёз ему с Севера моржовый клык. Превосходный стрелок.
- Крендель — старший брат Юрки, подросток. Очень любит своих  голубей-монахов, которые живут на крыше, в старом буфете, приспособленном под голубятню. Непослушный. Прозвище «Крендель» получил из-за того, что сутулился. Очень хочет докопаться до истины и узнать, кто похитил монахов. Любит своего брата, хотя иногда и сердится на него. Играет на губной гармошке.

### Жители дома № 7 по Зонточному переулку
- Бабушка Волк — пожилая женщина, из тех, кого называют «Божий одуванчик». Характером, однако, довольно сурова. Своих родственников никогда не имела, а потому всю жизнь глядела за чужими. Именно на неё родители Юрки и Кренделя оставили своих сыновей, когда уезжали на Север. Очень любит баночную селёдку.
- Николай Эхо — жилец из 29-й квартиры. Довольно печальный и одинокий человек, ощущающий себя лишним во дворе и во всём мире. Тайно влюблён в Райку Паукову, но на взаимность не надеется. Имеет очень необычное хобби — собирает перья разных птиц. Умеет играть на губной гармошке песню «Некому берёзку заломати…». Второй человек, которого Крендель подозревал в похищении монахов.
- Райка Паукова — соседка с первого этажа. Очень ворчливая и сердитая женщина. Выращивает на своём окне зелёный лук, а между дверями постоянно вешает курицу. Влюблена в Николая Эхо, но боится признаться ему в этом, а потому постоянно скрывает свои чувства под колкими насмешками в его адрес. Постоянно подзадоривает также и Кренделя.
- Дядя Сюва — сосед-пенсионер с третьего этажа. Постоянно говорит, что старое должно пойти на слом и дать дорогу новому. Очень сентиментальный человек, которого Николай Эхо смог растрогать своим исполнением «Берёзки» на губной гармошке. Его любимое домашнее животное — бык.
- Тётя Паня — соседка с пятого этажа. Дом № 7 по Зонточному переулку подлежит сносу, но тётя Паня уезжать не хочет, из-за чего подвергается осуждению со стороны дяди Сювы. Принимает активное участие в жизни двора. В «Кратком объяснении некоторых слов, которые не вошли в текст повести» написано также, что в книге сначала должна была действовать и лифтёрша тётя Таня. Однако из-за того, что она в точности повторяла все поступки тёти Пани, автор слил эти две фигуры в одно лицо.

### Кармановскаямилиция
- Болдырев — капитан милиции. Ведёт операцию «Мешок» и выслеживает жуликов-«монахов», параллельно разыскивая также Похитителя. Довольно опытный человек в сером костюме, мастер своего дела.
- Тараканов — старшина милиции с большими рыжими усами. Маскируется под простого гражданина в шляпе. Подозревал Кренделя и Юрку в пособничестве жуликам, однако потом понял свою ошибку. Именно Тараканов в итоге задержал Кожаного, а затем ещё и допрашивал его.
- Василий Константинович (Вася) Куролесов — молодой сотрудник милиции. В отличие от первой книги, здесь он уже опытный сыщик. Маскируется под простого разгильдяя, сначала купив у подозреваемого Кожаного алмаз-стеклорез, а затем уличив Похитителя в воровстве голубей-монахов. Превосходнейший стрелок. Ездит на мотоцикле. Под видом перегретого посетителя бани способствовал задержанию Кожаного.

### Преступные элементы
- Похититель — человек, похитивший монахов Кренделя. В общей сложности похитил уже 250 голубей, после чего решил переключиться на телевизоры. На месте преступления для того, чтобы запутать следственные органы, оставляет различные пуговицы: милицейскую, железнодорожную, матросскую, лесниковскую. Ведёт подробную опись своих похищений, чтобы потом, раскаявшись, написать автобиографию. Однако, похитив лишь четыре телевизора, был задержан милицией.

Шайка «Чёрные монахи»:
- Моня Кожаный — главарь шайки, главный антагонист повести. Одет во всё кожаное. Раньше стриг ворованных голубей, однако потом распустил клиентов и стал патронщиком в тире «Волшебный стрелок». Вместе со своей шайкой украл мешок алмазов-стеклорезов. Благодаря своей хитрости сначала смог скрыться от кармановской милиции, однако был задержан в московских Тетеринских банях. Знаком с Похитителем. Очень хорошо умеет рисовать картинки-шифры.
- Барабан — жулик с большой курчавой бородой. Видимо, второй по значимости человек в шайке. Боится Моню, но иногда может разгорячиться и высказать ему всё, что про него думает. Задержан кармановской милицией.
- Сопеля — старый вор с характерным ноздреватым носом. Пытался вместе с Кожаным бежать от милиции, но всё равно был задержан.
- Цыпочка — малозаметный жулик. Задержан милицией.
- Жёрнов — второй малозаметный жулик. Также задержан милицией.

### Другие персонажи
- Тимоха — голубятник из Красного дома, учащийся ПТУ. Бывший хозяин лучшего голубя Кренделя Великого Мони. Очень волнительный отличник. Владелец тридцати голубей, лучшим из которых считает Тучереза. Первый подозреваемый в похищении монахов.
- Гражданин Никифоров — очень пугливый человек. Когда-то давно ограбил один буфет и теперь боится, что его арестуют. Продаёт на Кармановском колхозном рынке грабли, однако затем переключается на хоккейные клюшки. Третий подозреваемый в похищении монахов.
- Мочалыч — «пространщик» (заведующий пространством) в Тетеринских банях. Пожилой человек, хорошо знающий Кренделя. Добросовестно выполняет свою работу.
- Батя — простоватый пожилой банщик, делающий пар в парилке.
- Тибулл — упитанный посетитель Тетеринских бань. По замечанию Юрки, очень похож на древнеримского поэта Тибулла. Любит докапываться до смысла слов и философствовать. Довольно лиричен, но и несдержан, если ему грубят.
- Тиберий — друг Тибулла. По замечанию Юрки, очень похож на древнеримского императора Тиберия. Также довольно упитан. Более тугодумен, чем Тибулл, однако и более миролюбив. Любит спорт.
- Широконос — голубятник-грубиян с Птичьего рынка. Именно он посоветовал Кренделю и Юрке искать Кожаного, обстригающего голубей.
- Фрезер — дежурный милиционер в Карманове. Впервые в повести появляется, когда Тараканов отправляет его на обед. Считает, что голубям лучше есть гречку, чем колбасу.
- Возчик-молоковоз — житель Карманова, который ехал на телеге сдавать молочные бидоны и чью телегу вместе с лошадью угнал Кожаный. Задержан милицией по подозрению в пособничестве жуликам. Довольно вспыльчив и пуглив.

## Экранизация
В 1991 году режиссёр Исаак Магитон закончил съёмки и производство по повести одноимённого фильма «Пять похищенных монахов». Съёмки проходили в Керчи в 1989—1990 годах.

## Издания
«Пять похищенных монахов» многократно переиздавались. Повесть иллюстрировалась Г. Калиновским, В. Топковым, Б. Косульниковым. Основные издания:
- Стрельба по-кармановски: Отрывок из повести «Пять похищенных монахов» // «Пионерская правда». 1975. 7 октября.
- Пять похищенных монахов: повесть // «Костёр». 1976. № 6—9.
- Приключения Васи Куролесова; Пять похищенных монахов: повести. М.: Детская литература, 1977. — 286 с.
- Пять похищенных монахов: повесть. Ставрополь: Кн. изд-во, 1991. — 110 с.
- Приключения Васи Куролесова; Промах гражданина Лошакова; Пять похищенных монахов: повести. Ижевск: Странник, 1992. — 224 с.
- Пять похищенных монахов: повесть. М.: Детская литература, 1993. — 159 с.
- Пять похищенных монахов: повесть. М.: РОСМЭН, 1999. — 143 с.

В конце 2016 года трилогия о Куролесове была переиздана под одной обложкой Издательским проектом «А и Б» с новыми иллюстрациями Марии Грачёвой и обширный комментарием, составленным литературоведами Олегом Лекмановым, Романом Лейбовым и издателем Ильёй Бернштейном Презентация книги состоялась 25 ноября в Дом-музей Бориса Пастернака в Переделкино и 4 декабря в Центральном Доме художника во время книжной выставки-ярмарки Non/fiction. Новое издание было высоко оценено критиками: так, Галина Юзефович отметила, что благодаря усилиям комментаторов «трилогия оказывается совсем не той книгой, которую многие из нас знают с детства и с удовольствием читают собственным детям, — похожей, но при этом куда более длинной, сложно устроенной и разнообразной».

## Переводы на иностранные языки
- Juri Kowal. Fünf Tauben und sechs Gauner / Übers. von Hans Baumann. Stuttgart: Thienemann, 1978. — 174 S. ISBN 3-522-12710-2
- Juri Kowal. Das soll der Dieb mir büssen! / Übers. von Helga Thiele. Berlin: Kinderbuchverlag, 1979. — 126 S.
- Juri Kowal. Fem duvor och sex bovar / Den svenska översättningen av Ingrid Windisch. Malmö, Tübingen, Zürich: Bergh, 1981. — 187 S. ISBN 91-502-0591-9

## Критика
- Арцишевский А. «Пять похищенных монахов» [рассказ о кн.: Коваль Ю. Приключения Васи Куролесова; Пять похищенных монахов. М.: Детская литература, 1977] // Дружные ребята (Алма-Ата). 1979. 28 февраля.
- Иенсен Т. [Рец. на кн.: Коваль Ю. Приключения Васи Куролесова; Пять похищенных монахов. М.: Детская литература, 1977] // «Детская литература». 1979. № 1. — С. 43—44.
- Комарова Т. Длинный, Недопёсок и другие // «Литературное обозрение». 1977. № 12. — С. 43—45.
- Логачев В. Повесть о добрых и недобрых людях // «Семья и школа». 1978. № 8. — С. 54.